# Суховоля (Луцький район)
Сухово́ля́ — село в Україні, у Луцькому районі Волинської області. Входить до складу Боратинської сільської громади. Населення становить 191 осіб.

## Історія
12 червня 2020 року, відповідно до розпорядження Кабінету Міністрів України № 708-р «Про визначення адміністративних центрів та затвердження територій територіальних громад Волинської області», село увійшло у склад Боратинської сільської громади.
19 липня 2020 року, в результаті адміністративно-територіальної реформи та ліквідації  Луцького району(1940—2020), село увійшло до складу новоутвореного Луцького району.

## Населення
Згідно з переписом УРСР 1989 року чисельність наявного населення села становила 209 осіб, з яких 89 чоловіків та 120 жінок.
За переписом населення України 2001 року в селі мешкала 191 особа.

### Мова
Розподіл населення за рідною мовою за даними перепису 2001 року:
| Мова       | Відсоток |
| ---------- | -------- |
| українська | 98,43 %  |
| російська  | 1,57 %   |

## Пам'ятки археології
На території села відомі такі пам'ятки археології:
- В південно-західній частині села, на схід від ґрунтової дороги, що йде через греблю ставу до південно-східн околиці с. Радомишль, на схилі лівого берега р. Забави висотою 8–10 м над рівнем заплави — поселення періоду ХІІ-ХІІІ ст. площею близько 1 га. Уламки вінець і фрагменти стінок гончарних горщиків зібрані з території садиби М. Линика.
- На південній околиці села, на північ від лінії електропередач, на схилі лівого берега р. Забави висотою 8-10 м над рівнем заплави — поселення періоду ХІІ–ХІІІ ст. площею близько 1 га. Уламки вінець і фрагменти стінок гончарних горщиків зібрані з території садиб С. Косинського, І. Пилинського та П. Ястшембського.
- В південно-східній частині села, на схилі лівого берега р. Забави висотою 10-12 м над рівнем заплави — двошарове поселення тшинецько-комарівської культури і періоду ХІІ-ХІІІ ст. площею близько 1 га. Речові матеріали зібрані з території садиб Т. Романюка, Ф. Цупришина і Я. Шабали. Комплекс знахідок доби бронзи репрезентують уламки ліпної кераміки. Серед знахідок давньоруського часу — фрагменти гончарних горщиків.
- На південно-східній околиці села, на схилі лівого берега р. Забави висотою до 8 м над рівнем заплави — поселення тшинецько-комарівської культури площею близько 1 га.
- За 0,5 км на південний схід від села, на мисоподібному виступі лівого берега р. Забави висотою до 6-8 м над рівнем заплави — багатошарове поселення тшинецько-комарівської, вельбарської культур і періоду ХІІ–ХІІІ ст. площею до 2 га